# Chaoyang
Chaoyang (forenklet kinesisk: 朝阳; traditionel kinesisk: 朝陽; pinyin: Cháoyáng; Wade-Giles: Ch'áoyáng) er en by på præfekturniveau i provinsen Liaoning i det nordlige Kina. Præfekturet har et areal på 	19,698 km2 og en befolkning på 3.402.000 mennesker, heraf 428.000 i byområdet (2007).

## Administrative enheder
Bypræfekturet Chaoyang har jurisdiktion over 2 distrikter (区 qū), 2 byamter (市 shì), 2 amter (县 xiàn) og ett autonomt amt (自治县 zìzhìxiàn).
| Kort               | Kort                  | Kort                    | Kort                             | Kort                   | Kort        | Kort      |
| ------------------ | --------------------- | ----------------------- | -------------------------------- | ---------------------- | ----------- | --------- |
| Kort over Chaoyang |                       |                         |                                  |                        |             |           |
| #                  | Navn                  | Hanzi                   | Pinyin                           | Befolkning (2003 est.) | Areal (km²) | Indb./km² |
| Distrikter         |                       |                         |                                  |                        |             |           |
| 1                  | Shuangta              | 双塔区                  | Shuāngtǎ Qū                      | 310.000                | 211         | 1.469     |
| 2                  | Longcheng             | 龙城区                  | Lóngchéng Qū                     | 170.000                | 346         | 491       |
| Byamter            |                       |                         |                                  |                        |             |           |
| 3                  | Beipiao               | 北票市                  | Běipiào Shì                      | 620.000                | 4.583       | 135       |
| 4                  | Lingyuan              | 凌源市                  | Língyuán Shì                     | 650.000                | 3.297       | 197       |
| Fylker             |                       |                         |                                  |                        |             |           |
| 5                  | Chaoyang              | 朝阳县                  | Cháoyáng Xiàn                    | 620.000                | 4.216       | 147       |
| 6                  | Jianping              | 建平县                  | Jiànpíng Xiàn                    | 580.000                | 4.838       | 120       |
| Autonomt amt       |                       |                         |                                  |                        |             |           |
| 7                  | Harqin (For mongoler) | 喀喇沁左翼 蒙古族自治县 | Kālāqìn Zuǒyì Měnggǔzú Zìzhìxiàn | 420.000                | 2.240       | 188       |

## Trafik
Kinas rigsvej 101 går gennem området. Den begynder i Beijing og fører via blandt andet Chengde til Shenyang.
41°35′N 120°26′Ø / 41.583°N 120.433°Ø